# Taux de fuite
Le taux de fuite d'un récipient ou d'une partie d'installation mesure la quantité de matière perdue par unité de temps.
Un taux de fuite volumique mesure la quantité de matière perdue par unité de temps, et par unité de volume. Le taux de fuite global est alors le taux de fuite volumique, multiplié par la surface concernée.

## Cas des liquides
Pour les liquides (par exemple, une fuite de robinet), la quantité de matière est directement donnée par le volume. Le taux de fuite s'exprime alors comme un débit, en m3/s (ou plus couramment, en mm3/s).

## Cas des gaz
Dans le cas d'un gaz, la variation de pression éventuelle de part et d'autre du réservoir doit être prise en compte : par exemple, si un volume s'échappe d'un réservoir à 100 bar, il occupera un volume 100 fois plus grand une fois passé à la pression atmosphérique (proche de 1 bar). Dans cette transformation, la loi de Mariotte indique que le produit du volume par la pression reste constant, et est homogène à une énergie (pour un gaz parfait, on aurait P.V=nRT, ce produit est proportionnel à la quantité de matière, mais également à la température). On mesure donc la quantité de matière perdue par ce produit volume x pression, et le débit de fuite a pour dimension volume x pression / temps.
L’unité légale dans le Système international d'unités est le Pa.m3/s.
L'unité usuelle est, en Europe, le mbar.l/s.